# Thon (rzeka)
Thon – rzeka we Francji, przepływająca przez tereny departamentów Ardeny oraz Aisne, o długości 56,3 km. Stanowi lewy dopływ rzeki Oise.